# Tchito
Tchito ist ein Arrondissement im Département Couffo im westafrikanischen Staat Benin. Es ist eine Verwaltungseinheit, die der Gerichtsbarkeit der Kommune Lalo untersteht.

## Demografie und Verwaltung
Gemäß der Volkszählung 2013 des beninischen Statistikamtes INSAE hatte das Arrondissement 7288 Einwohner, davon waren 3526 männlich und 3762 weiblich.
Von den 67 Dörfern und Quartieren der Kommune Lalo entfallen fünf auf Tchito:
1. Aboti
2. Ouinfa
3. Tchito
4. Zounhomè
5. Zountokpa